# Angy
Angy est une commune française située dans le département de l'Oise en région Hauts-de-France. 

## Géographie

### Localisation
La commune se situe à 63 kilomètres au sud d'Amiens, à 22 kilomètres à l'est de Beauvais, à 37 kilomètres à l'ouest de Compiègne et à 52 kilomètres au nord de Paris.
Elle est traversée par le méridien de Paris, matérialisée par la méridienne verte.

### Communes limitrophes

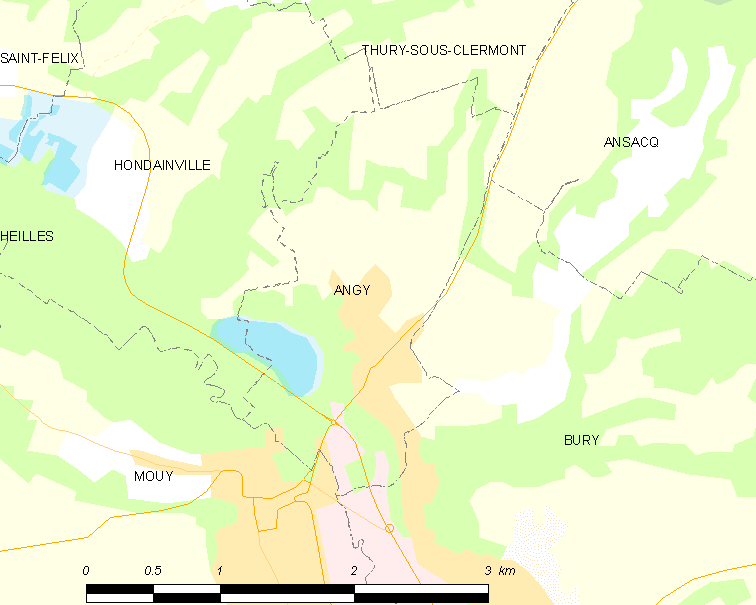
Communes limitrophes

|              | Thury-sous-Clermont | Ansacq |
| Hondainville | Angy                |        |
| Mouy         |                     | Bury   |

### Topographie
La commune s'étend entre 37 mètres sur les rives du Thérain et 130 mètres d'altitude à la limite nord du territoire. Son étendue s'étire de la vallée du Thérain jusqu'aux plateaux limitrophes, au nord, par des coteaux et les vallons du fond des Gorguets et du fond de Lançon. Au sud-ouest se forme la rencontre entre les vallées du Thérain, d'Ansacq et de Boisicourt (commune de Bury). L'église paroissiale et la mairie se situent à 45 mètres d'altitude et le faubourg d'Égypte se trouve à 41 mètres.  La commune se situe en zone de sismicité 1.

### Hydrographie

#### Réseau hydrographique
La commune est située dans le bassin Seine-Normandie. Elle est drainée par le Thérain et le ru de Moineau,.
La commune d'Angy se trouve sur la rive gauche du Thérain, sous-affluent la Seine, naissant à Grumesnil et jetant dans l'Oise à Saint-Leu-d'Esserent. Son cours constitue une courte partie de la limite communale, au sud-ouest. Le rû du Moineau, naissant à Ansacq, se jette dans divers bras intermédiaire au Thérain sur le territoire. Près du Thérain, au sud-ouest du village ont été aménagés deux étangs. Une partie de la commune se situe en zone inondable. Les zones les plus basses du territoire se trouvent au-dessus de plusieurs nappes phréatiques.

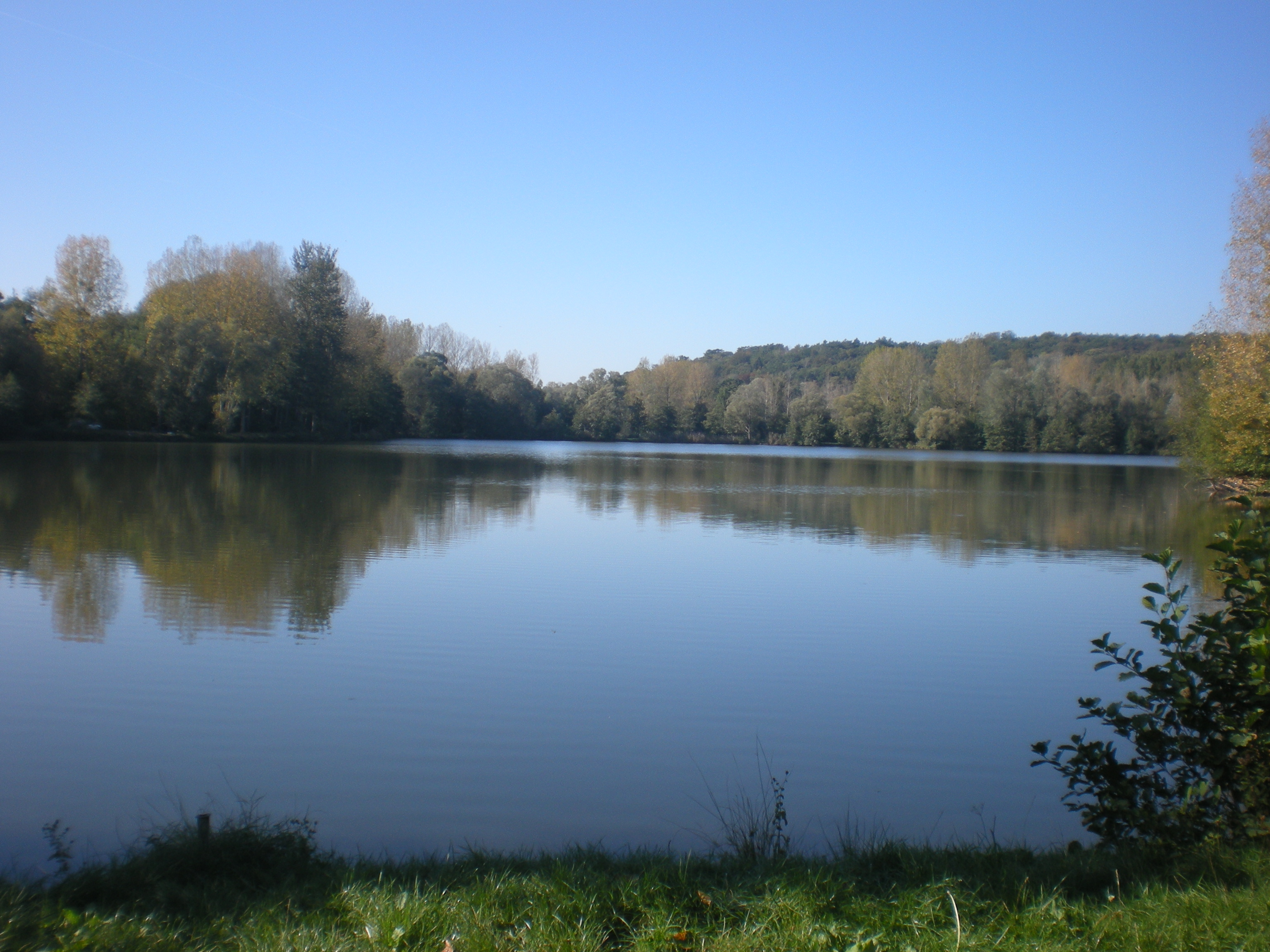
Les étangs d'Angy.
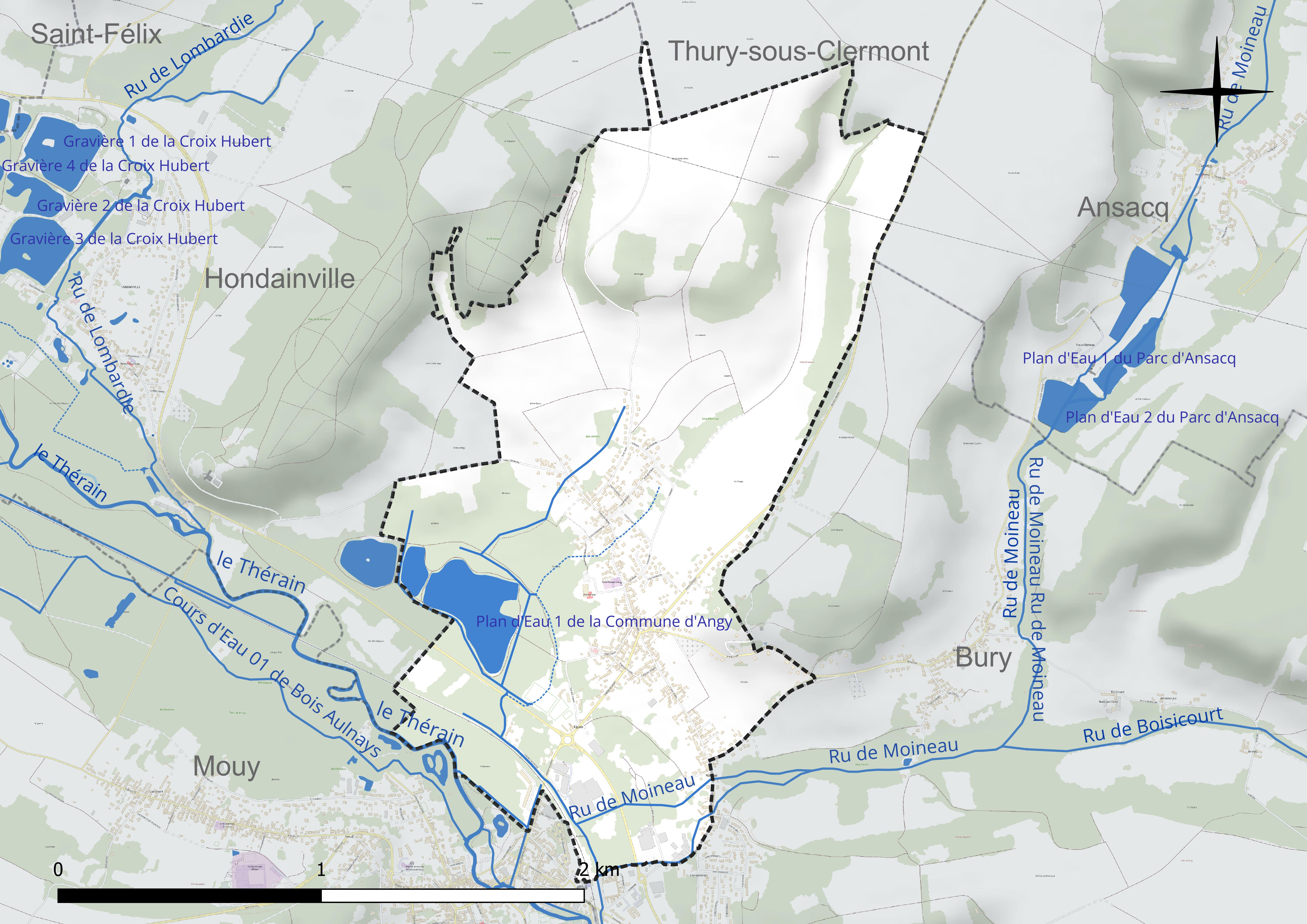
Réseau hydrographique d'Angy.

Un plan d'eau complète le réseau hydrographique : le plan d'eau 1 de la commune d'Angy (8,3 ha),.

#### Gestion et qualité des eaux
Le territoire communal est couvert par le schéma d'aménagement et de gestion des eaux (SAGE) « Sensée ». Ce document de planification concerne un territoire de 1 219 km2 de superficie, délimité par le bassin versant du Thérain. Le périmètre a été arrêté le 27 janvier 2023 et le SAGE proprement dit est, en 2024, en cours d'élaboration. La structure porteuse de l'élaboration et de la mise en œuvre est le syndicat intercommunal de la Vallée du Thérain (SIVT).
La qualité des cours d'eau peut être consultée sur un site dédié géré par les agences de l'eau et l'Agence française pour la biodiversité.

### Climat
Pour des articles plus généraux, voir Climat des Hauts-de-France et Climat de l'Oise.
En 2010, le climat de la commune est de type climat océanique dégradé des plaines du Centre et du Nord, selon une étude du CNRS s'appuyant sur une série de données couvrant la période 1971-2000. En 2020, Météo-France publie une typologie des climats de la France métropolitaine dans laquelle la commune est exposée à un climat océanique et est dans la région climatique Nord-est du bassin Parisien, caractérisée par un ensoleillement médiocre, une pluviométrie moyenne régulièrement répartie au cours de l'année et un hiver froid (3 °C).
Pour la période 1971-2000, la température annuelle moyenne est de 10,6 °C, avec une amplitude thermique annuelle de 14,6 °C. Le cumul annuel moyen de précipitations est de 668 mm, avec 11,1 jours de précipitations en janvier et 8 jours en juillet. Pour la période 1991-2020, la température moyenne annuelle observée sur la station météorologique la plus proche, située sur la commune de Creil à 14 km à vol d'oiseau, est de 11,2 °C et le cumul annuel moyen de précipitations est de 662,2 mm,. Pour l'avenir, les paramètres climatiques de la commune estimés pour 2050 selon différents scénarios d'émission de gaz à effet de serre sont consultables sur un site dédié publié par Météo-France en novembre 2022.

### Milieux naturels

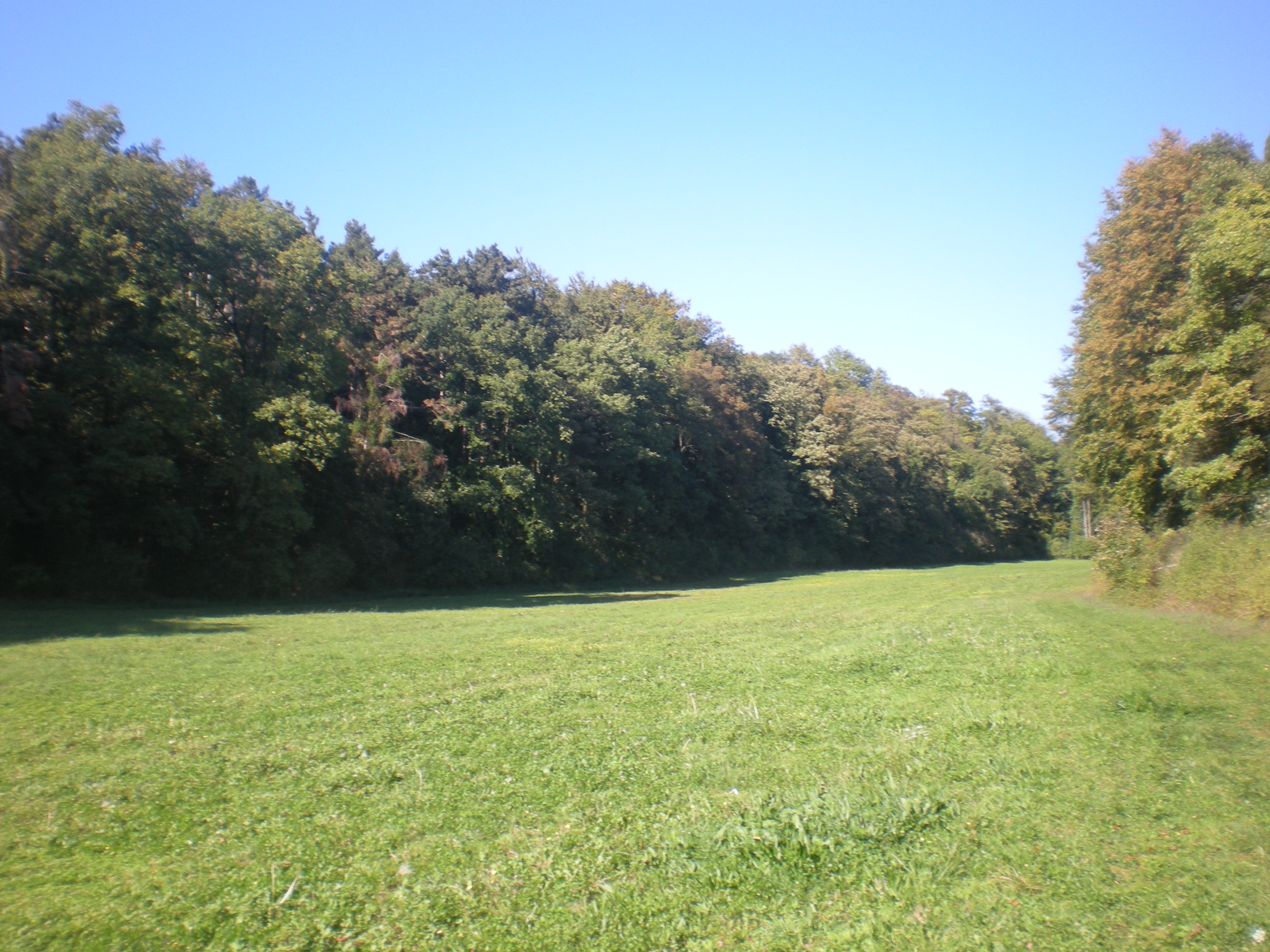
Le fond des Gorguets, à la limite nord-ouest du territoire.

Hormis le bâti, qui s'étend sur 63 hectares (soit 18,1 % du territoire), la surface de la commune est occupée à 44,1 % par des espaces cultivés sur 155 hectares. Les zones boisées, situées dans le fond de la vallée du Thérain et ses coteaux comme les bois de Méru et d'Hernival représentent 31,1 % de la superficie sur 109 hectares. Les vergers et prairies ne comptabilisent que 10 hectares, tout comme les marais et espaces humides, tandis que les terrains nus ne rassemblent guère plus d'un hectare,.
Les prairies humides des Halgreux, au sud de la commune, sont inscrites en  zone naturelle d'intérêt écologique, faunistique et floristique de type 1. La vallée du Thérain et ses abords constituent des corridors écologiques potentiels.

## Urbanisme

### Typologie
Au 1er janvier 2024, Angy est catégorisée petite ville, selon la nouvelle grille communale de densité à sept niveaux définie par l'Insee en 2022.
Elle appartient à l'unité urbaine de Mouy, une agglomération intra-départementale regroupant quatre  communes, dont elle est une commune de la banlieue,,. Par ailleurs la commune fait partie de l'aire d'attraction de Paris, dont elle est une commune de la couronne,.

### Occupation des sols
L'occupation des sols de la commune, telle qu'elle ressort de la base de données européenne d'occupation biophysique des sols Corine Land Cover (CLC), est marquée par l'importance des territoires agricoles (45 % en 2018), une proportion sensiblement équivalente à celle de 1990 (44,9 %). La répartition détaillée en 2018 est la suivante : 
terres arables (44,9 %), forêts (32,1 %), zones urbanisées (14,6 %), eaux continentales (5,2 %), zones industrielles ou commerciales et réseaux de communication (3,1 %), zones agricoles hétérogènes (0,2 %). L'évolution de l'occupation des sols de la commune et de ses infrastructures peut être observée sur les différentes représentations cartographiques du territoire : la carte de Cassini (XVIIIe siècle), la carte d'état-major (1820-1866) et les cartes ou photos aériennes de l'IGN pour la période actuelle (1950 à aujourd'hui).

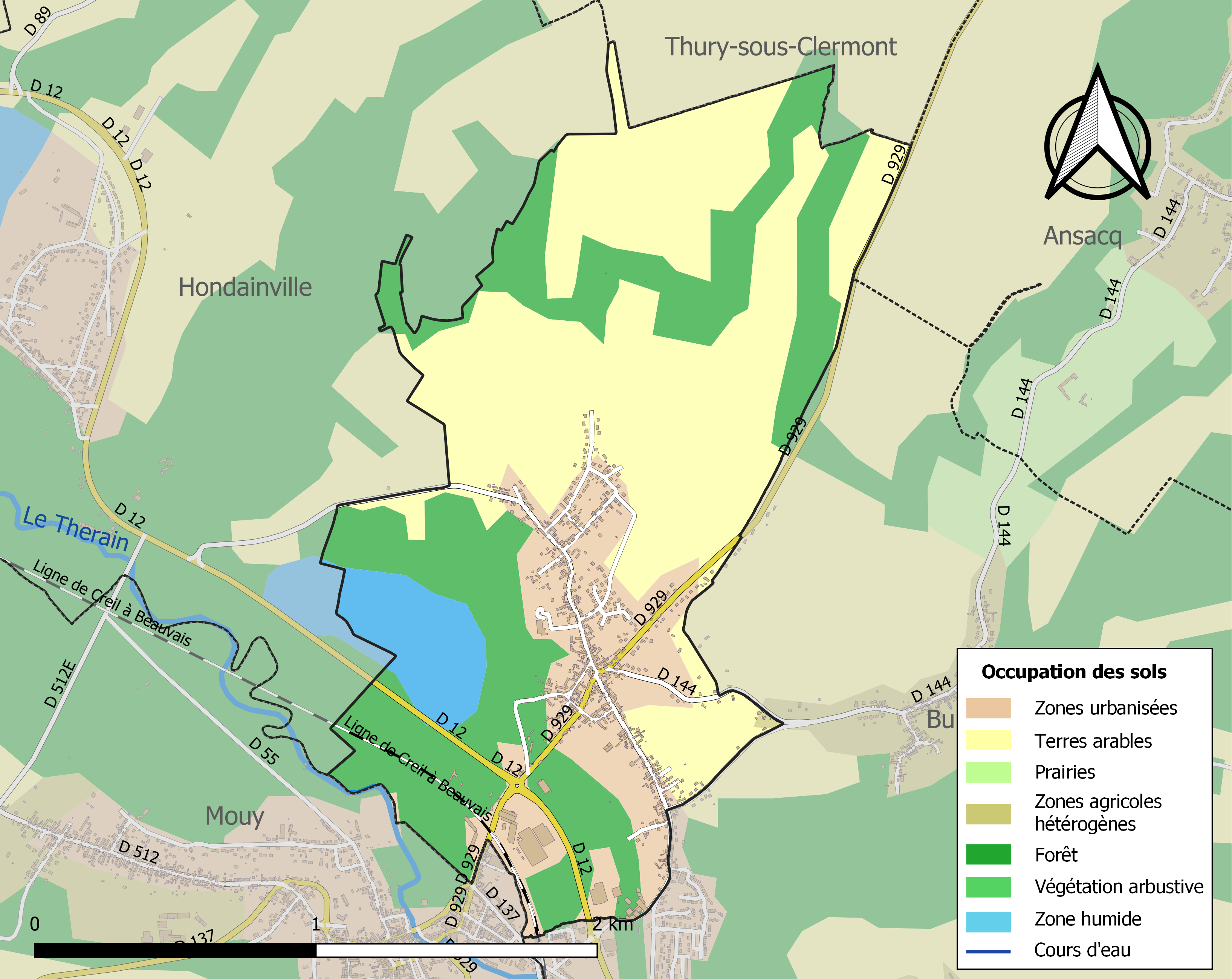
Carte des infrastructures et de l'occupation des sols de la commune en 2018 (CLC).

### Hameaux et lieux-dits
L'habitat est réparti en plusieurs sites hors du chef-lieu : le hameau du « Faubourg d'Egypte » au sud-ouest ainsi que le hameau de Moineau au sud, partagé avec la commune de Bury.

### Voies de communications

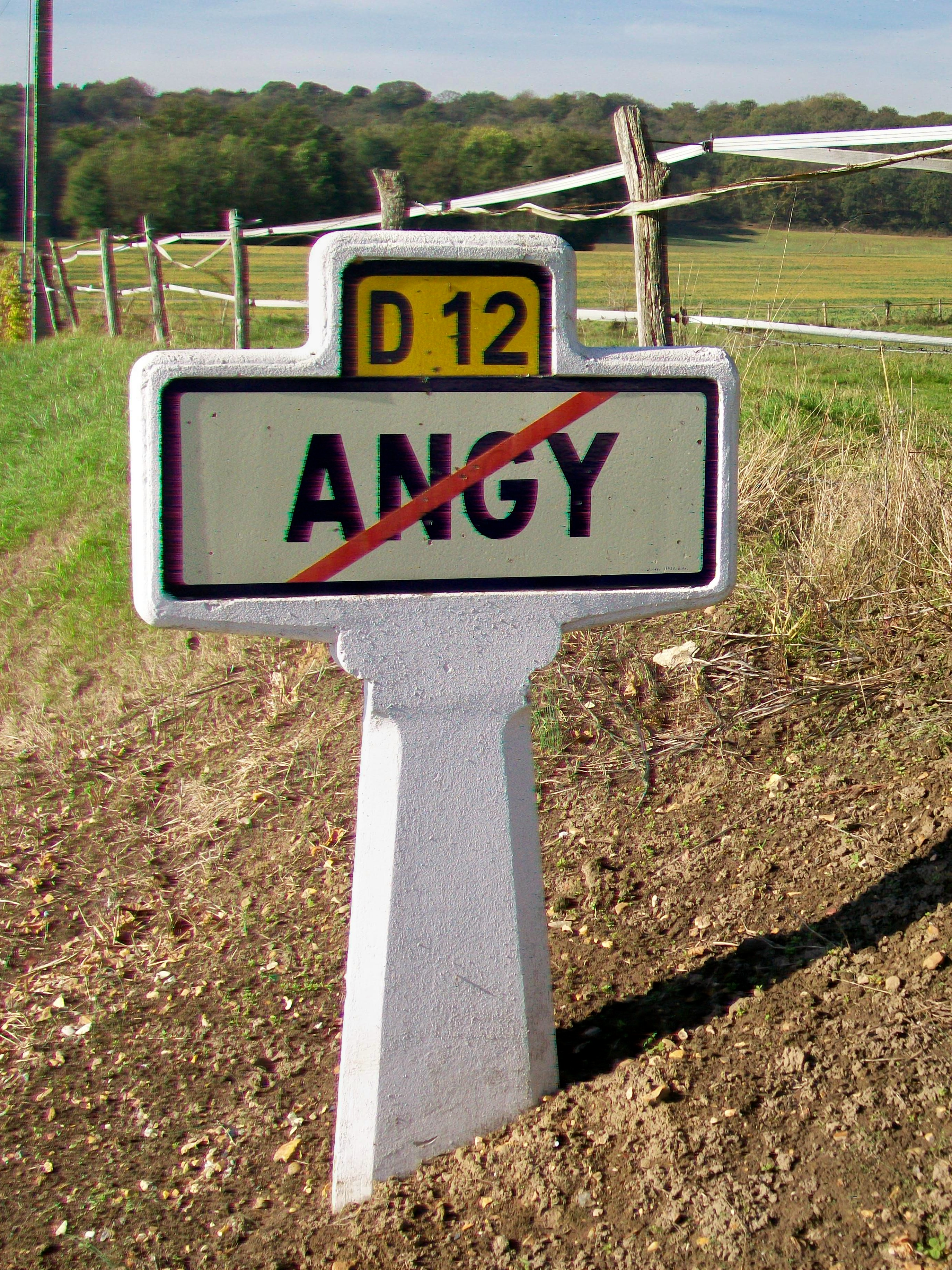
Plaque Michelin sur l'ancienne route départementale 12, à la sortie nord du village.

La commune est desservie par trois routes départementales, la D 12, la D 114 et la D 929.
La route départementale 929, ancienne route nationale 329 de Beaumont-sur-Oise à Clermont-en-Beauvaisis et de Brunvillers-la-Motte à Albert, dans la Somme, traverse le village du nord au sud. Depuis Mouy, elle rentre dans le faubourg d'Égypte puis dans le chef-lieu par la rue Roger-Salengro et quitte le territoire par la route de Clermont, en constituant une partie de la limite communale au nord-est.
La route départementale 12, de Therdonne à Saint-Leu-d'Esserent, dévie aujourd'hui Bury et Angy en croisant la route départementale 929 au faubourg d'Égypte. Son tracé initial passait, depuis Bury, par les rues Jean-Jaurès et Aristide-Briand.
La route départementale 144, débute route de Clermont par la rue René-Fèvre pour rejoindre Mérard (commune de Bury), puis Ansacq.
Une route communale relie cette dernière au lieu-dit du Moineau, à l'extrême sud de la commune. La rue de Thury, reliant autrefois la commune du même nom, se prolonge par un chemin.

### Transports en commun
Situé à un 1,4 km au sud, la gare de Mouy - Bury, établie sur la ligne de Creil à Beauvais, est la gare ferroviaire la plus proche de la commune. Une partie du tracé de cette ligne traverse le sud du territoire.
La commune est desservie, en 2023, par les lignes 6313, 6314 et 6344 du réseau interurbain de l'Oise rejoignant les collèges de Mouy, Cauffry et les établissements scolaires de l'agglomération de Clermont.
Les habitants peuvent bénéficier du réseau Pass'Thelle Bus, géré par la communauté de communes du pays de Thelle depuis la gare de Mouy-Bury.
L'aéroport de Paris-Beauvais se trouve à 22 km à l'ouest de la commune et l'aéroport de Paris-Charles-de-Gaulle se trouve à 39 km au sud-est. Il n'existe aucune liaison entre la commune et ces aéroports par des transports en commun.

## Toponymie

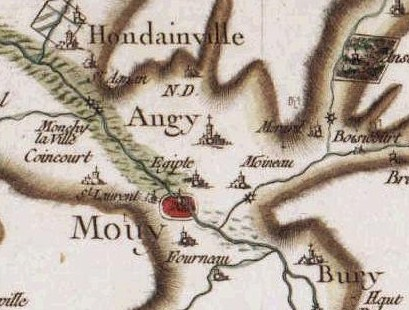
Angy, carte de Cassini.

Le nom de la localité est attesté sous les formes Angio vers 1140, Angeio vers 1140, Angi vers 1150, Angum en 1186 (charte de Philippe-Auguste), Angiacum en 1207, Angiaco en 1316, Angy en 1373.

## Histoire
Siège d'une prévôté liée au bailliage de Beauvais.

## Politique et administration

### Rattachements administratifs et électoraux
La commune se trouve dans l'arrondissement de Senlis du département de l'Oise. Pour l'élection des députés, elle fait partie de la troisième circonscription de l'Oise.
Elle fait partie depuis 1793 du canton de Mouy. Dans le cadre du redécoupage cantonal de 2014 en France, ce canton, dont dépend toujours la commune, est modifié et s'étend de 11 à 35 communes.

### Intercommunalité
La commune faisait partie de la communauté de communes du pays de Thelle, créée en 1996.
Dans le cadre des dispositions de la loi portant nouvelle organisation territoriale de la République (Loi NOTRe) du 7 août 2015, qui prévoit que les établissements publics de coopération intercommunale (EPCI) à fiscalité propre doivent avoir un minimum de 15 000 habitants, le préfet de l'Oise a publié en octobre 2015 un projet de nouveau schéma départemental de coopération intercommunale, qui prévoit la fusion de plusieurs intercommunalités, et en particulier  de la communauté de communes du Pays de Thelle et de la communauté de communes la Ruraloise, formant ainsi une intercommunalité de 42 communes et de 59 626 habitants,.
La nouvelle intercommunalité, dont est membre la commune et dénommée provisoirement communauté de communes du Pays de Thelle et Ruraloise, est créée par un arrêté préfectoral du 30 novembre 2016 qui a pris effet le 1er janvier 2017.

### Liste des maires
| Période                                  | Période                      | Identité            | Étiquette | Qualité |
| ---------------------------------------- | ---------------------------- | ------------------- | --------- | ------- |
| Les données manquantes sont à compléter. |                              |                     |           |         |
| mars 2001                                | mars 2014                    | Jean Boulat         | DVD       |         |
| mars 2014                                | mai 2020                     | Marie-Chantal Noury |           |         |
| juillet 2020                             | En cours (au 9 juillet 2020) | Patrice Crépy       |           |         |

## Population et société

### Démographie

#### Évolution démographique
L'évolution du nombre d'habitants est connue à travers les recensements de la population effectués dans la commune depuis 1793. Pour les communes de moins de 10 000 habitants, une enquête de recensement portant sur toute la population est réalisée tous les cinq ans, les populations de référence des années intermédiaires étant quant à elles estimées par interpolation ou extrapolation. Pour la commune, le premier recensement exhaustif entrant dans le cadre du nouveau dispositif a été réalisé en 2008.

En 2022, la commune comptait 1 129 habitants, en évolution de −4,65 % par rapport à 2016 (Oise : +0,87 %, France hors Mayotte : +2,11 %).
| 1793 | 1800 | 1806 | 1821 | 1831 | 1836 | 1841 | 1846 | 1851 |
| ---- | ---- | ---- | ---- | ---- | ---- | ---- | ---- | ---- |
| 447  | 506  | 489  | 556  | 673  | 613  | 645  | 760  | 693  |

| 1856 | 1861 | 1866 | 1872 | 1876 | 1881 | 1886 | 1891 | 1896 |
| ---- | ---- | ---- | ---- | ---- | ---- | ---- | ---- | ---- |
| 721  | 701  | 751  | 775  | 784  | 829  | 855  | 833  | 791  |

| 1901 | 1906 | 1911 | 1921 | 1926 | 1931 | 1936 | 1946 | 1954 |
| ---- | ---- | ---- | ---- | ---- | ---- | ---- | ---- | ---- |
| 799  | 798  | 835  | 749  | 753  | 720  | 678  | 687  | 747  |

| 1962 | 1968 | 1975 | 1982  | 1990  | 1999  | 2006  | 2008  | 2013  |
| ---- | ---- | ---- | ----- | ----- | ----- | ----- | ----- | ----- |
| 799  | 776  | 974  | 1 024 | 1 153 | 1 186 | 1 195 | 1 197 | 1 193 |

| 2018  | 2022  | - | - | - | - | - | - | - |
| ----- | ----- | - | - | - | - | - | - | - |
| 1 161 | 1 129 | - | - | - | - | - | - | - |

#### Pyramide des âges
La population de la commune est relativement jeune.
En 2018, le taux de personnes d'un âge inférieur à 30 ans s'élève à 33,1 %, soit en dessous de la moyenne départementale (37,3 %). À l'inverse, le taux de personnes d'âge supérieur à 60 ans est de 26,7 % la même année, alors qu'il est de 22,8 % au niveau départemental.
En 2018, la commune comptait 586 hommes pour 575 femmes, soit un taux de 50,47 % d'hommes, légèrement supérieur au taux départemental (48,89 %).
Les pyramides des âges de la commune et du département s'établissent comme suit.
| Hommes | Classe d’âge | Femmes |
| ------ | ------------ | ------ |
| 0,3    | 90 ou +      | 0,3    |
| 7,0    | 75-89 ans    | 8,0    |
| 18,9   | 60-74 ans    | 19,0   |
| 23,4   | 45-59 ans    | 21,2   |
| 17,4   | 30-44 ans    | 18,3   |
| 16,0   | 15-29 ans    | 14,3   |
| 16,9   | 0-14 ans     | 19,0   |

| Hommes | Classe d’âge | Femmes |
| ------ | ------------ | ------ |
| 0,5    | 90 ou +      | 1,4    |
| 5,5    | 75-89 ans    | 7,6    |
| 15,6   | 60-74 ans    | 16,3   |
| 20,8   | 45-59 ans    | 20     |
| 19,4   | 30-44 ans    | 19,4   |
| 17,6   | 15-29 ans    | 16,2   |
| 20,6   | 0-14 ans     | 19,1   |

### Enseignement
Le village conserve son école communale où sont scolarisés en 2016 104 élèves, qui disposent désormais d'une cantine où 50 élèves déjeunent. La commune a mis en place les temps d'activités périscolaires (TAP) et le périscolaire, qui permet d'accueillir les enfants de 7 heures le matin jusqu'à 18 h 45 le soir.

### Lecture publique
La commune ne dispose pas d'une bibliothèque, mais a mis en place une boite aux livres où chacun peut déposer ou emprunter des livres.

## Économie
L'entreprise Prysmian,  leader mondial de l'industrie des câbles et systèmes d'énergie et de télécommunications, a décidé de fermer son site d'Angy spécialisé en câbles pour l'industrie automobile créé dans les années 1960 et qui, en 2016, employait 74 salariés (contre près de 200 quelques années auparavant). C'est l'une des dernières entreprises industrielles du canton.

## Culture locale et patrimoine

### Lieux et monuments

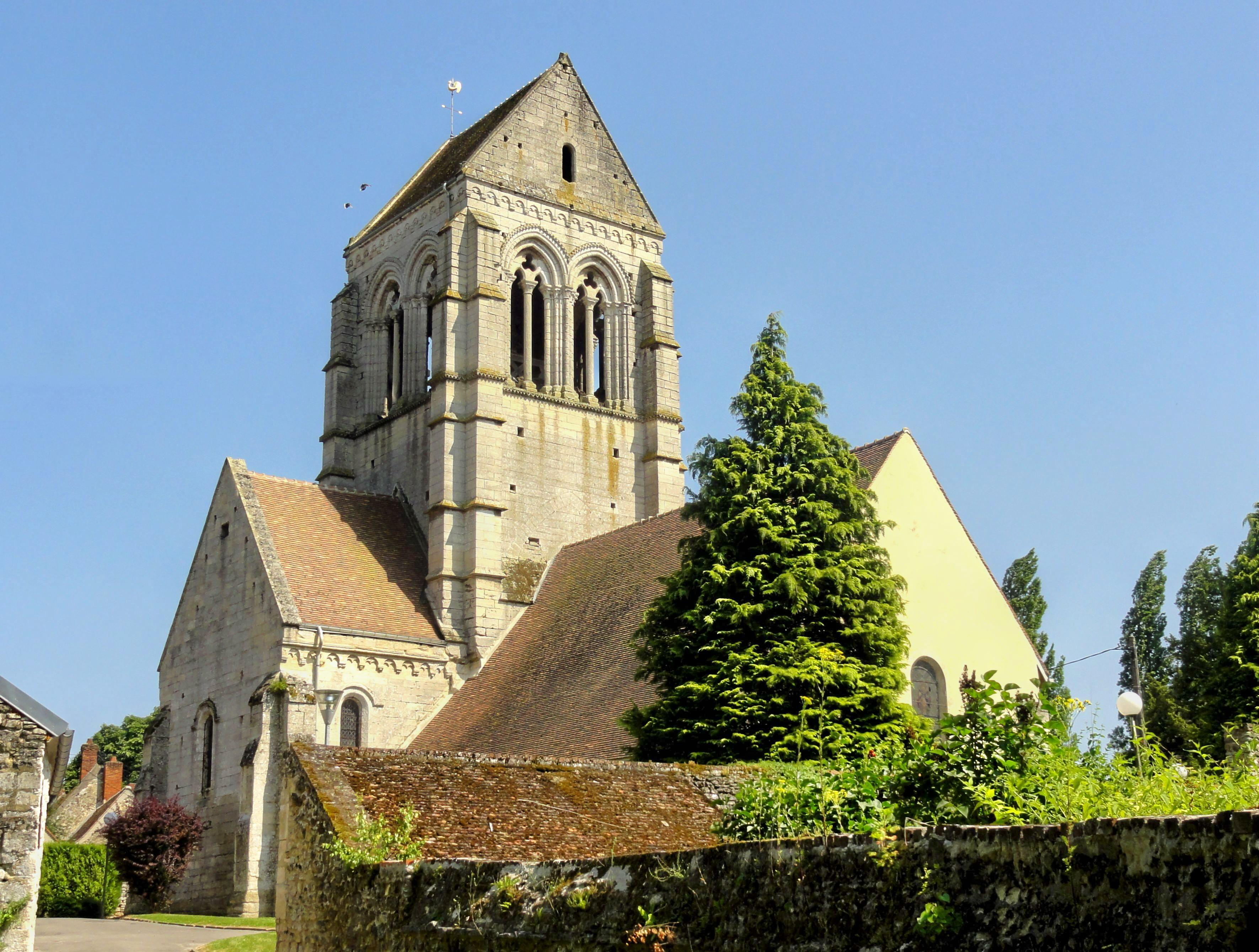
L'église Saint-Nicolas, façade occidentale.

La commune possède un unique monument historique sur son territoire :
- L'église Saint-Nicolas (XIe et XIIe siècles) : Elle possède un clocher en bâtière, à baies et tympan décorés. À l'intérieur se trouve un bénitier du XIIe siècle et quelques statues dont : une Vierge à l'Enfant en bois du XVIe siècle, saint Clair portant sa tête, également du XVIe siècle. L'église fait l'objet d'un classement au titre des monuments historiques par la liste de 1862[42].

On peut également noter :
- Maison du XIIIe siècle : édifice à étage situé à l'angle de la Grand-Rue et de la rue de l'Église. Il possède un pignon sur rue intact.
- Près de l'église, une fontaine était le lieu d'un pèlerinage, pèlerinage à saint Clair, pour les malades atteints d'ophtalmie. Un cimetière mérovingien a fait l'objet de fouilles.
- Lavoir couvert (ruiné) près de l'église.

### Héraldique
| Blason de Angy | Blason  | D'azur semé de fleurs de lys d'or ; au chef d'argent chargé des lettres « a » minuscule à dextre et « A » majuscule à senestre, le tout de gueules. |
| Blason de Angy | Détails | Le statut officiel du blason reste à déterminer. |